# Lozivka (Valok), Poltava
Lozivka (în ucraineană Лозівка) este un sat în comuna Valok din raionul Poltava, regiunea Poltava, Ucraina.

## Demografie
Componența lingvistică a localității Lozivka
     Ucraineană (96,48%)
     Rusă (3,52%)
Conform recensământului din 2001, majoritatea populației localității Lozivka era vorbitoare de ucraineană (96,48%), existând în minoritate și vorbitori de rusă (3,52%).